# یواکیم یوانسون
 یواکیم یوانسون (انگلیسی: Joachim Johansson؛ زاده ۱ ژوئیهٔ ۱۹۸۲) یک تنیس‌باز اهل سوئد است. 